# Kloster São Paulo de Frades
Das Kloster São Paulo de Frades  (Sancti Pauli de Frades; ursprünglich Almaziva) ist eine ehemalige Zisterzienserabtei im Distrikt Coimbra in Portugal, rund 6,5 km nordöstlich von Coimbra.

## Geschichte

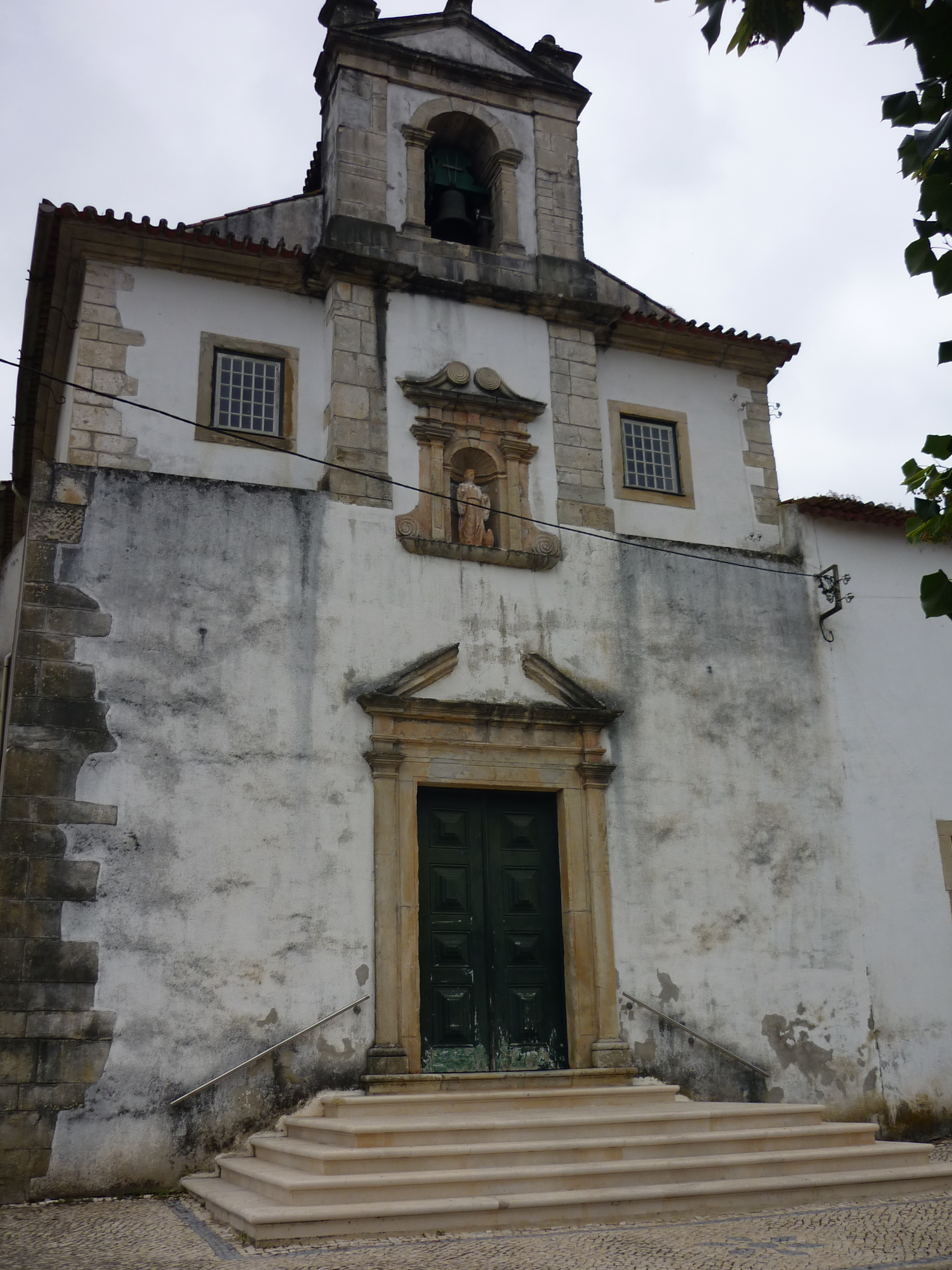
Die Kirche

Das Kloster, zunächst wohl eine Benediktinergründung aus der Zeit um 1163, soll 1220 durch Schenkung des Fernando Peres an den Zisterzienserorden gekommen und dem Kloster Alcobaça unterstellt worden sein. Damit gehörte es der Filiation der Primarabtei Clairvaux an. Im Jahr 1543 stand das Kloster leer, wurde aber wiederbelebt und die Gebäude wurden 1595, 1689 und 1743 erneuert. Spätestens mit der Klosterauflösung 1834 fand auch dieses Kloster sein Ende.

## Bauten und Anlage
Die Kirche wird als Pfarrkirche genutzt. Die teilweise erhaltene Klosteranlage liegt rechts (südlich) der Kirche.